# Jafora-Tabori

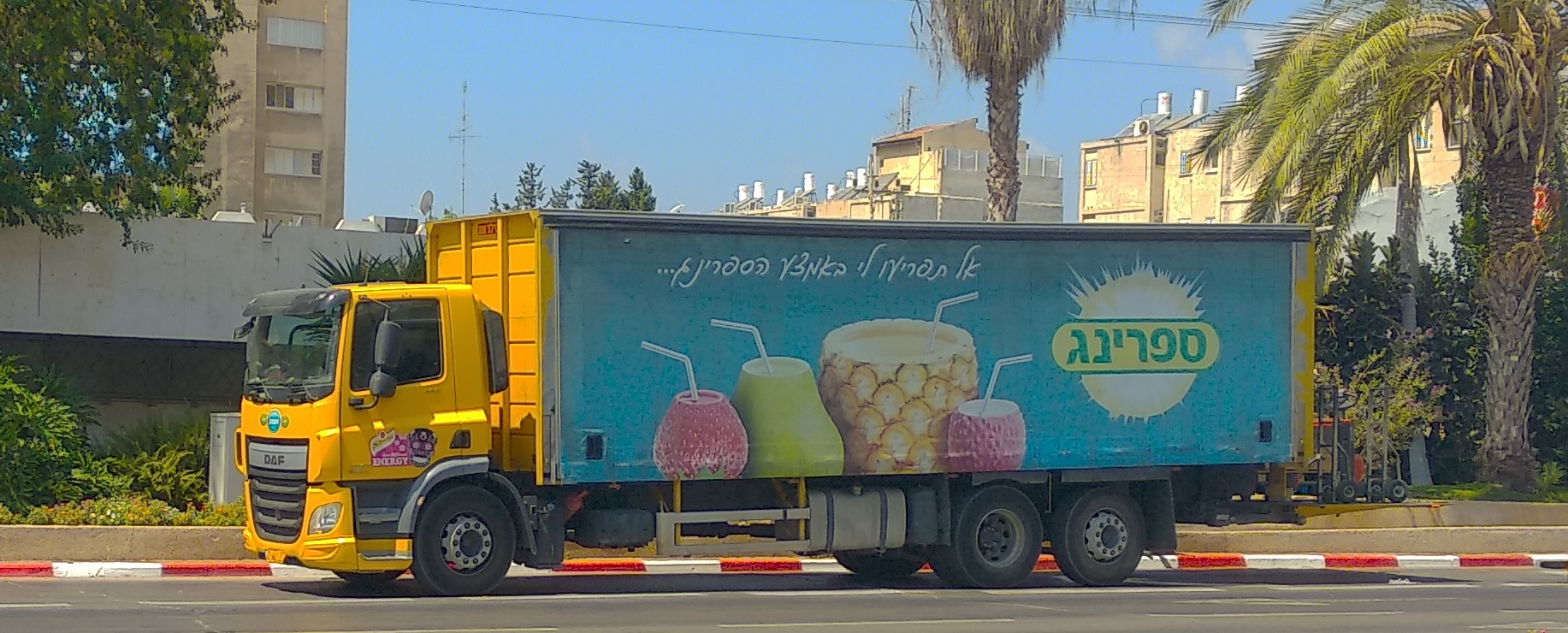
LKW von Jafora-Tabori

Die Jafʾora-Tabori Ltd. (hebräisch יַפְאוֹרָה-תָּבּוֹרִי בָּעָ״מ Jafʾōrah-Tabōrī BʿA"M) ist ein 1990 gegründeter israelischer Vermarkter und Hersteller von Erfrischungsgetränken aus Rechovot und liegt heute in Israel auf Platz 2 in diesem Segment. Das Unternehmen ist aus einer Fusion zweier führender Unternehmen der  israelischen Erfrischungsgetränkeindustrie – "Jafʾora" und "Tabori" – hervorgegangen. Zu den umsatzstärksten vertriebenen Marken gehören Mitz Paz, ʿEin Gedi, RC Cola und Schweppes.

## Geschichte
Jafʾora
Die Ursprünge von "Jafʾora – Tabori" liegen vor der Staatsgründung Israels im Jahre 1933 in Rechovot. In dem Unternehmen Jafʾora (hebräisch יַפְאוֹרָה Jafʾōrah, deutsch ‚Jaf-Ora‘, ein Kofferwort aus den Worten Jaffa und Orange, die kombiniert sind im Sortennamen Jaffa-Orange, örtlich weithin kultiviert) wurden Apfelsinen aus Hainen der Umgebung mit 20 manuellen Entsaftern von Hand gepresst. Mitz Paz, der noch heute in Israel erhältliche Softdrink, wurde erfunden. Er gilt heute als israelische Ikone. Der Name bedeutet wörtlich "Goldener Saft". 1967 gründete Jafʾora einen neuen Geschäftsbereich für kohlensäurehaltige Getränke und produzierte Schweppes, die erste große Marke der Getränkeindustrie in Israel, in Lizenz. Aufgrund der Neuartigkeit der Aromen und des internationalen Namens wurde Schweppes sofort zu einem Erfolg bei den israelischen Verbrauchern.
Tabori
Tabori wurde im Jahr 1936 von Jaʿacob Tabori und seinem Vater, Isachar Taborsky, gegründet. Der Familienbetrieb befand sich in Pardes Channah und produzierte Sodawasser und später Säfte und kohlensäurehaltige Getränke.
Mit dem Beginn des Zweiten Weltkriegs wurde Tabori Lieferant die britische Armee in Israel, und mit der Gründung des Staates Israel wurde Tabori zu einem führenden Lieferanten für den Scheim der IDF, den Israelische Verteidigungsstreitkräften. 1936 wurde die Produktlinie Crystal auf den Markt gebracht, in den Folgejahren kamen auch die Marken Tropi, Tropit und Spring hinzu, die an drei verschiedenen Standorten produziert wurden: Pardes Channah, Bat Jam und Beʾer Scheva.
Fusion
1990 fusionieren Jafʾora und Tabori zu Jafʾora-Tabori Ltd. und begannen 1992 mit der Produktion und Vermarktung von Spring Flavors, dem ersten Fruchtnektar in Israel, in 1,5-Liter-Flaschen. 1994 brachte das Unternehmen die Marke Tapuzina auf den Markt. Das erste israelische Getränk mit natürlichen Fruchtstücken. 1997 gründete Jafʾora zusammen mit dem Kibbuz ʿEin  Gedi das Unternehmen "ʿEin Gedi Mineral Water Ltd" und führte die Mineralwassermarke ʿEin Gedi ein, die bald zu einer der führenden Marken in Israel wurde. 
2007 führte Jafʾora die Marke Spring TEA Cold Tea ein.